# Кліщ (фільм)
«Кліщ» — радянський двосерійний художній фільм 1990 року, знятий режисерами Олександром Барановим і Бахитом Кілібаєвим на студії «Катарсіс».

## Сюжет
Капітана міліції Ахтанова на прізвисько Кліщ підозрюють у вбивстві. Але його начальник доручає йому вести нове неофіційне розслідування.

## У ролях
- Абдрашид Абдрахманов — Аділь Ахтанов (Кліщ), капітан міліції (озвучив Валерій Кравченко)
- Сергій Попов — лікар
- Артик Джаллиєв — полковник міліції (озвучив Краско Іван Іванович|Іван Краско)
- Жанна Куанишева — дружина Ахтанова
- Аліка Смєхова — Світлана
- Валентин Сорокін — роль другого плану
- Олександр Александров — роль другого плану
- Леонід Дімаков — роль другого плану
- Валерій Скоріков — роль другого плану
- Гульшад Омарова — роль другого плану
- Раїмбек Сейтметов — роль другого плану
- Олена Треніна — роль другого плану
- Володимир Толоконніков — карний злочинець
- Іван Керсек — роль другого плану
- Сергій Смирнов — роль другого плану
- Шолпан Алтайбаєва — роль другого плану
- Шакирт Жаксибаєв — роль другого плану
- Алісултан Хаталієв — роль другого плану
- Касим Жакібаєв — роль другого плану
- Жанас Іскаков — роль другого плану
- Байкенже Бельбаєв — роль другого плану
- Олександр Баранов — епізод
- Віктор Пусурманов — епізод
- Вадим Єфімов — епізод
- Гульнізат Омарова — епізод
- Алмаз Ордабаєв — епізод
- І. Молдагалієв — епізод
- Гульзія Бельбаєва — епізод
- А. Марковський — епізод
- С. Алтанцев — епізод
- Ніна Жмеренецька — епізод
- Олександр Сабітов — епізод
- Г. Іорданіді — епізод
- Шаймерден Хакімжанов — епізод
- Ю. Кантоміров — епізод
- А. Кругель — епізод
- Антон Смєкалкін — епізод
- Болат Калимбетов — епізод
- Володимир Сердечников — лже-медбрат
- Г. Сорокін — епізод
- Віктор Іванов — лже-медбрат
- Г. Тубишев — епізод
- Костянтин Кіщук — епізод
- Б. Куатбаєва — епізод
- Алія Матаєва — епізод
- М. Шаповалов — епізод
- В. Шифман — епізод
- Таїсія Давидова — епізод
- Ольга Шрамко — епізод
- Н. Боденко — епізод
- Еріх Шмідт — епізод
- В. Четвергов — епізод
- Долійор Ісханов — епізод
- Є. Пан — епізод
- А. Степанов — епізод
- Андрій Байков — епізод
- М. Іскаков — епізод
- М. Жарудаєв — епізод
- Сергій Шифман — епізод
- А. Григор'єв — епізод
- Альоша Носов — епізод
- Тимур Гейдарі — епізод
- Камілла Муратова — епізод

## Знімальна група
- Режисери — Олександр Баранов, Бахит Кілібаєв
- Сценаристи — Бахит Кілібаєв, Олександр Баранов
- Оператор — Микола Кирієнков
- Композитори — Олена Дединська, Андрій Сігле
- Художники — Олексій Розенберг, Алім Сабітов